# Alexei Popyrin
Alexei Popyrin (født 5. august 1999 i Sydney, Australien) er en professionel tennisspiller fra Australien.